# Fissidentalium metivieri
Fissidentalium metivieri är en blötdjursart som beskrevs av Victor Scarabino 1995. Fissidentalium metivieri ingår i släktet Fissidentalium och familjen Dentaliidae. Inga underarter finns listade i Catalogue of Life.